# ヴィクラム・ジョシー
ヴィクラム・ジョシー（英: Vikram Joshi、1977年2月2日 - 2018年4月14日）はインドのクイズプレイヤーであり、 World Quizzing Championship (WQC) の2014年の優勝者である。

## 経歴

### 幼少期 - 青年期
ヴィクラム・ジョシーは、ムンバイのサラスワット階級のコンカニ人の家庭で生まれた。彼はムンバイにある、ビビカナンド・エデュケーション・ソサエティーズ工科大学 (VESIT) で計測工学を専攻する。このころに、人生で初めてクイズ大会であるBournvitaクイズ大会に参加した。渡米し、バージニア大学で電子工学の修士号を取得する。その後すぐにボストンのサン・マイクロシステムズ社にクリエーティブメディアとして就職する。2006年に創造性を追求するため故郷へ戻り、ムンバイを拠点とするデジタルコンテンツ会社「The 120 Media Collective」の社長に就任した。また、ムンバイクイズクラブのメンバーとなる。

### WQC優勝後
『Who Wants to Be a Millionaire?』の派生番組であるコウン・バネーガー・カロールパティの第8シーズンでTriguniの専門家としてテレビ出演した。またIIT Bombay、IIT BHU、IIM Indoreなどの大学のクイズ大会の司会者を務め、2018年にはインド選挙管理委員会が主催した国立選挙クイズ大会 (NEQ) の司会者も務めた。2011年に悪性リンパ腫が見つかり、闘病生活を送った後、2018年4月14日死去。41歳没。